# Ibn Kathir
Ismāʿīl ibn ʿUmar ibn Kathīr (in arabo إسماعيل بن عمر بن كثير‎?; 1301 – Damasco, 1373) è stato uno storico e giurista arabo, nonché tradizionista ed esegeta musulmano.

## Biografia
Il suo nome completo era Abū l-Fidāʾ, ʿImād al-Dīn, Ismāʿīl b. ʿUmar b. Kathīr, al-Qurashī, al-Buṣrawī; l'ultima nisba gli proveniva dall'essere nato a Buṣrā (Siria). 

Nella sua formazione fu influenzato dagli studi di Ibn Taymiyya, al-Mizzi, Ibn al-Firka, ʿĪsā b. al-Muʿtim, Aḥmad b. Abī Ṭālib, Ibn al-Hajjār, Bāhā al-Dīn al-Qāsim b. Muẓaffar b. ʿAsākir, Ibn al-Shīrāzī, Isḥāq b. Yaḥyā al-Ḥammūdī, Zakariyyāʾ Shaykh e Muḥammad b. Zarrād.

## Posizione ufficiale
Completati i suoi studi, nel 1341 ottiene la sua prima nomina quale socio di una commissione d'inchiesta chiamata a indagare su alcuni casi di eresia. In seguito ricoprì altre cariche semi-ufficiali, le quali culminarono nella posizione di docente della Grande Moschea di Damasco, attribuitagli in via ufficiale nel giugno/luglio 1366.

## Impegno di studio
Ibn Kathīr scrisse un commentario assai noto del Corano, il Tafsir al-Qurʾān al-ʿadhīm (per i musulmani sunniti, secondo solo al tafsīr di Ṭabarī), assai consultato per la sua affidabilità e la ricchezza di ḥadīth (Tafsir cui ricorrono spesso i movimenti salafiti). 
Rinomato per la sua straordinaria memoria intorno ai detti di Maometto e del Corano, Ibn Kathīr apparteneva alla scuola giuridica sunnita dello Sciafeismo (come indicato nel suo stesso libro Ṭabaqāt al-Shāfiʿīyya, cioè "Categorie dei seguaci dell'Imam Shāfiʿī").

## Vecchiaia e morte
Divenuto cieco negli ultimi anni di vita, egli attribuiva la sua cecità all'aver duramente lavorato di notte – in condizione di precaria illuminazione – per studiare il voluminoso Musnad di Ahmad ibn Hanbal; intendeva organizzarlo in maniera diversa da quanto aveva fatto il suo scrittore, rendendolo maggiormente fruibile al lettore.
Ibn Kathir morì a Damasco nel 774 E. (1373).

## Opere
- Tafsīr Ibn Kathīr
- al-Bidāya wa al-nihāya (L'inizio e la fine), anche noto come Taʾrīkh Ibn Kathīr (La storia di Ibn Kathir), Il Cairo, Maṭbaʿat al-Saʿāda, 1932-9/1351-8, 14 voll.
- al-Sīra al-Nabawiyya (La vita del profeta)